# جورج پی. وتمور

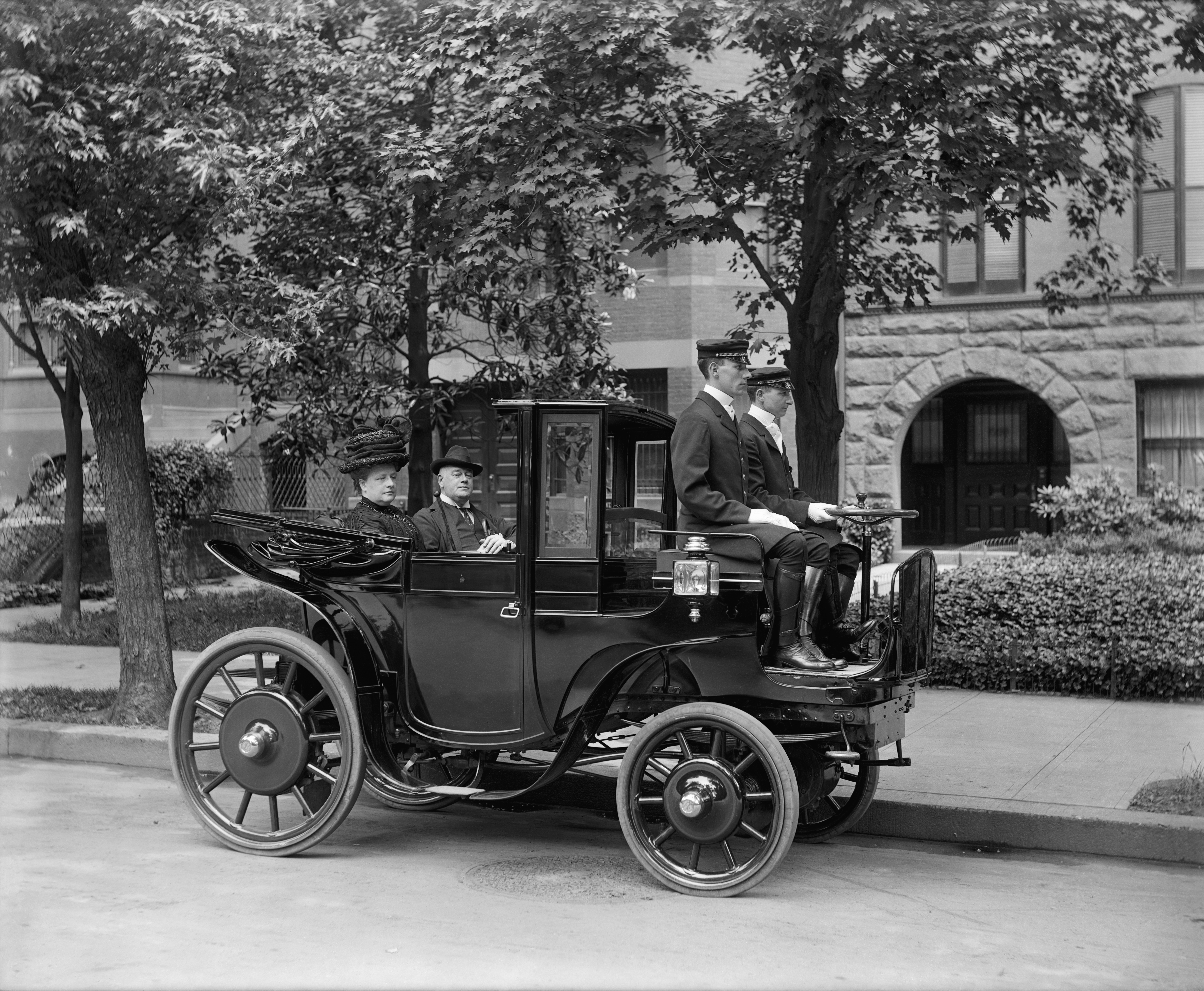
سناتور وتمور و همسرش در خودروی الکتریکی کریگر به سال ۱۹۰۶ میلادی.

جورج پی. وتمور (به انگلیسی: George P. Wetmore) سناتور سابق عضو حزب جمهوری‌خواه ایالات متحده آمریکا بود. وی در سال ۱۸۹۵ تا ۱۹۰۷ و ۱۹۰۸ تا ۱۹۱۳ میلادی سناتور ایالت رود آیلند در سنای ایالات متحده آمریکا بود.